# Bimodule
En algèbre linéaire, un {\displaystyle A}-{\displaystyle B}-bimodule est un ensemble {\displaystyle M} muni à la fois d'une structure de module à gauche sur un anneau {\displaystyle A} et d'une structure de module à droite sur un anneau {\displaystyle B}, ces deux structures possédant la même addition et vérifiant :
{\displaystyle \forall a\in A\quad \forall x\in M\quad \forall b\in B\quad a(xb)=(ax)b}.
Exemples
- Tout A-module à droite est aussi un {\displaystyle \mathbb {Z} }-A-bimodule.
- A est un A-A bimodule.
- Si A est commutatif, tout A-module peut être vu comme un A-A bimodule.